# Streblosoma cespitosa
Streblosoma cespitosa är en ringmaskart som först beskrevs av Willey 1905.  Streblosoma cespitosa ingår i släktet Streblosoma och familjen Terebellidae. Inga underarter finns listade i Catalogue of Life.